# Kim Adler
Kim Klaas Adler (* 28. März 1979 in Bremen) ist ein deutscher Fernsehmoderator, Redakteur und Reporter. Bekannt wurde er unter anderem als langjähriger Moderator der ZDF-Kindernachrichtensendung logo!.

## Biografie
Adler studierte Politik- und Rechtswissenschaften an der Johann Wolfgang Goethe-Universität in Frankfurt am Main. 1997 war Adler bei RTL teuto TELE (Studio Nord) beschäftigt. Von Juni 1998 bis Mai 2011 moderierte er die Kindernachrichtensendung logo!. Von August 2007 bis Ende Januar 2010 moderierte er das Sat.1-Wissensformat Planetopia. Von April 2010 bis Mitte August 2011 moderierte Adler das Magazin buten un binnen bei Radio Bremen. Bekannt wurde er auch für seine politischen Interviews mit Roland Koch und Andrea Ypsilanti während der hessischen Landtagswahlen 2008.
Heute arbeitet Adler als Redakteur für das ZDF, für das er u. a. Reportagen in China und in Sierra Leone drehte. Darüber hinaus moderierte er die Pilotsendung des Dokutainment-Formats Da wird mir übel, das seitdem auch auf ZDFneo ausgestrahlt wird. Adler ist verheiratet und lebt in Wiesbaden.

## Auszeichnungen
- 2000: TV-Gesicht 2000  – Wahl durch ZDF- und VIVA-Zuschauer
- 2003: Emil 2003  – Fernsehpreis von TV Today für die ZDF-Reportage „Nie wieder Krieg!“
- 2010: Deutscher Fernsehpreis 2010 für logo!